# Moldaviens handelsakademi
Moldaviens handelsakademi (rumänska: Academia de Studii Economice a Moldovei, ASEM) är ett statligt universitet i Chişinău, Moldavien. 
Universitetet grundades efter Moldaviens självständighet 1991. Ekonomisk undervisning hade tidigare bedrivits vid Polytekniska institutet mellan 1964 och 1977 och därefter vid ekonomiska fakulteten vid Moldaviens statliga universitet.  ASEM består idag av 6 fakulteter.

## Fakulteter[2]
- Företagsekonomiska fakulteten
- Fakulteten för allmän ekonomi
- Finansfakulteten
- Redovisningsfakulteten
- Fakulteten för internationell ekonomi
- Fakulteten för informationsteknik och ekonomisk statistik